# Schreib (Zeitschrift)
schreib  ist eine deutschsprachige Literaturzeitschrift, die 2000 in Potsdam gegründet wurde. Sie erschien 2001 als ein „Literarisches Journal der Universität Potsdam“ und ist heute ein Forum für junge, deutschsprachige Prosa und Lyrik vorrangig bislang unveröffentlichter Autoren. Die Zeitschrift nennt sich seit 2005 im Untertitel Zeitschrift für junge Literatur.
Sie erscheint zweimal jährlich (Februar und Juli) und veröffentlicht sowohl literarische Texte von noch unbekannten als auch bereits etablierten Autoren. Daneben werden Arbeiten bildender Künstler (Fotografien, Grafiken, Collagen) vorgestellt, die wie auch die Texte in anonymisierter Form ausgewählt werden.